# Hiram (Maine)
Hiram è un comune degli Stati Uniti d'America, situato nello Stato del Maine, nella contea di Oxford.